# Rue Vauquelin (Paris)
Pour les articles homonymes, voir Rue Vauquelin.
La rue Vauquelin est une voie du 5e arrondissement de Paris située dans le quartier du Val-de-Grâce.

## Situation et accès
La rue Vauquelin est desservie par la ligne 7 à la station Censier-Daubenton.

## Origine du nom
Elle doit son nom au chimiste et pharmacien français, Louis-Nicolas Vauquelin (1763-1829).

## Historique
Avant son percement haussmannien, elle s'appelait la rue des Vignes, percée en 1691, après la fermeture du débouché de la rue des Marionnettes sur la rue de l'Arbalète.
La rue a été percée en 1860 une fois la rue Claude-Bernard achevée. De l'autre côté, les rues Lhomond et Tournefort existaient déjà depuis longtemps. La voie traversait pour sa plus grande partie le domaine du collège Rollin, qui lui-même s'était installé dans l'ancien couvent des Filles de Saint-Michel.

## Bâtiments remarquables et lieux de mémoire
- No 1 : ancienne imprimerie du tailledoucier Auguste Porcabeuf et atelier de son fils Alfred Porcabeuf, devenu ensuite un poste de police (fermé).
- No 3 : le physicien et résistant Jacques Solomon[4] y vécut avec sa femme, Hélène Solomon-Langevin, députée puis bibliothécaire. Une plaque rend hommage au premier.
- Nos 5 et 28 : Georges Duhamel habita environ 25 ans dans cette, rue successivement au no 5 (1904-1909), puis 20 ans au no 28 (1912-1932), dans la villa Vauquelin avec sa femme, l'actrice Blanche Albane[5]. Au 28 vécut aussi le mathématicien Désiré André (1840-1917).
- No 9 : séminaire israélite de France.
- No 10 : École supérieure de physique et de chimie industrielles. Le bâtiment de la direction, à l'entrée, fut habité par les directeurs successifs de l'école, dont notamment Paul Langevin, de 1925 à 1946, et Pierre-Gilles de Gennes, de 1976 à 2002. Sur la façade, une plaque rend hommage à Pierre et Marie Curie, ainsi qu'à leur assistant Gustave Bémont, pour y avoir découvert le radium.
- No 13 : un des bâtiments de l'Institut supérieur des arts appliqués.
- No 15 : bibliothèque Sigmund-Freud de la Société psychanalytique de Paris. Elle possède un fonds documentaire de 20 000 ouvrages constitué par la donation de Marie Bonaparte.
- No 26 : Louis Hémon (1880-1913), auteur du roman Maria Chapdelaine, y passa son enfance[6]. Une plaque lui rend hommage.
- Sous l'Occupation allemande, l'Union générale des israélites de France (UGIF) y a un internat[7].

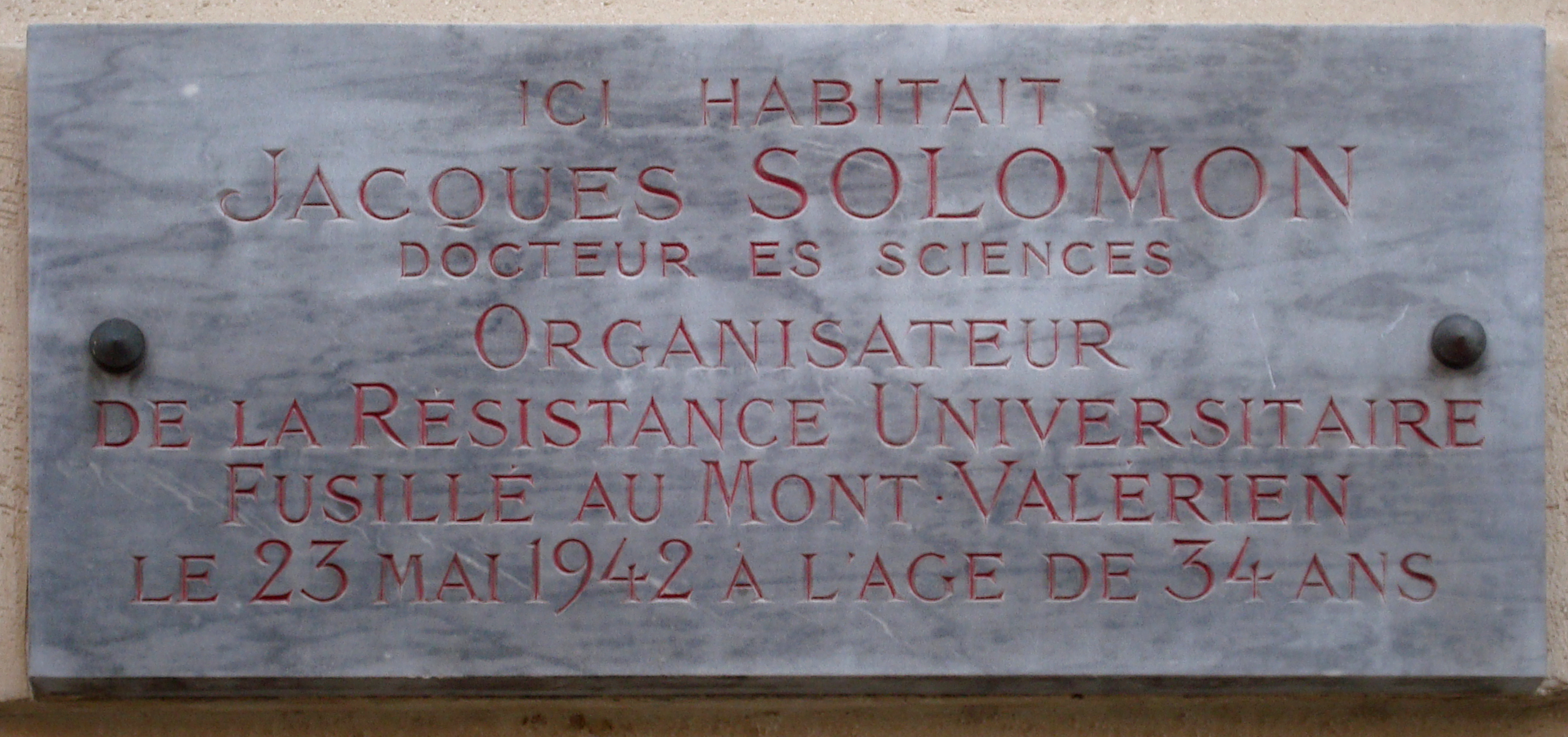
Plaque au no 3.
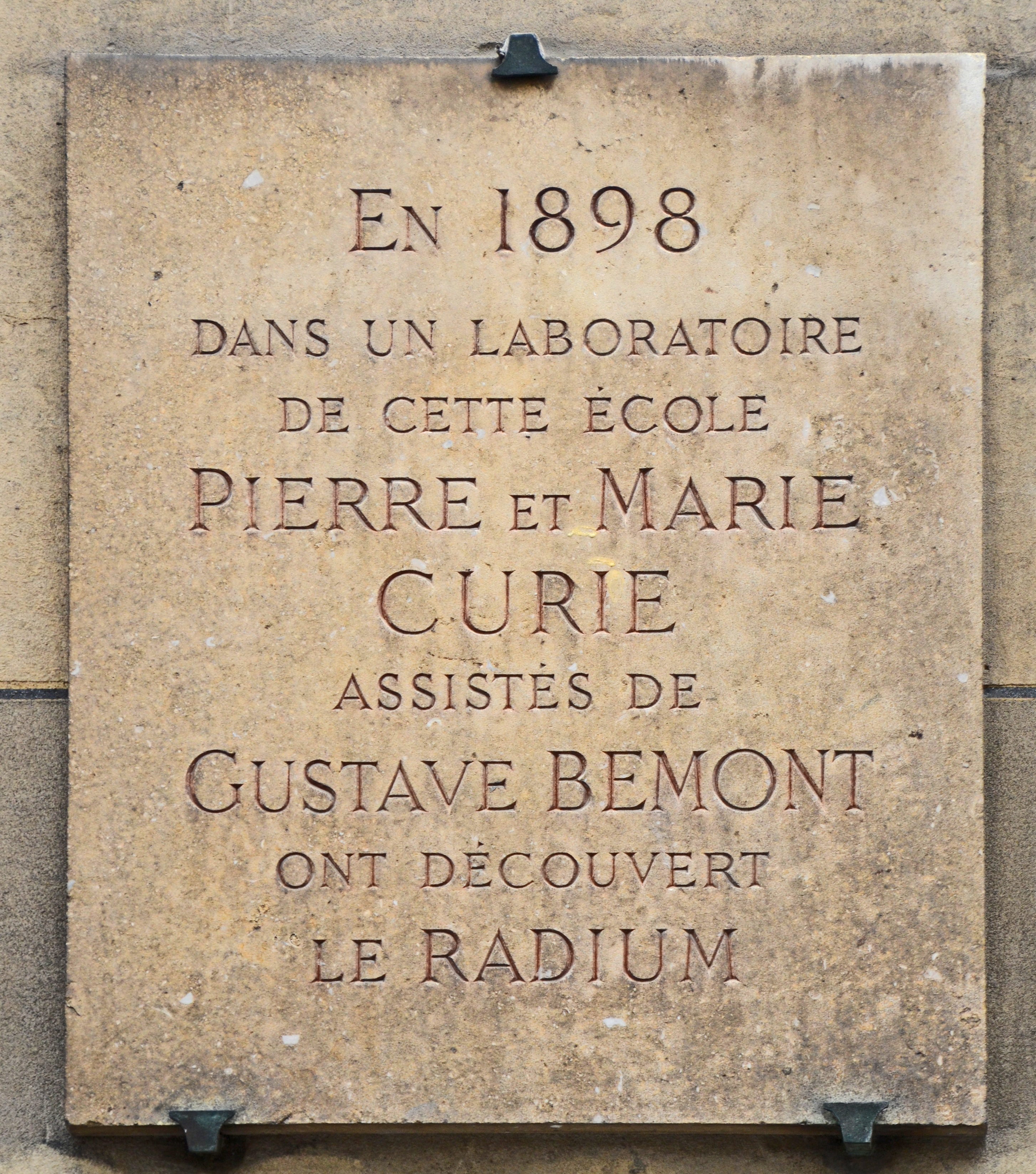
Plaque au no 10.
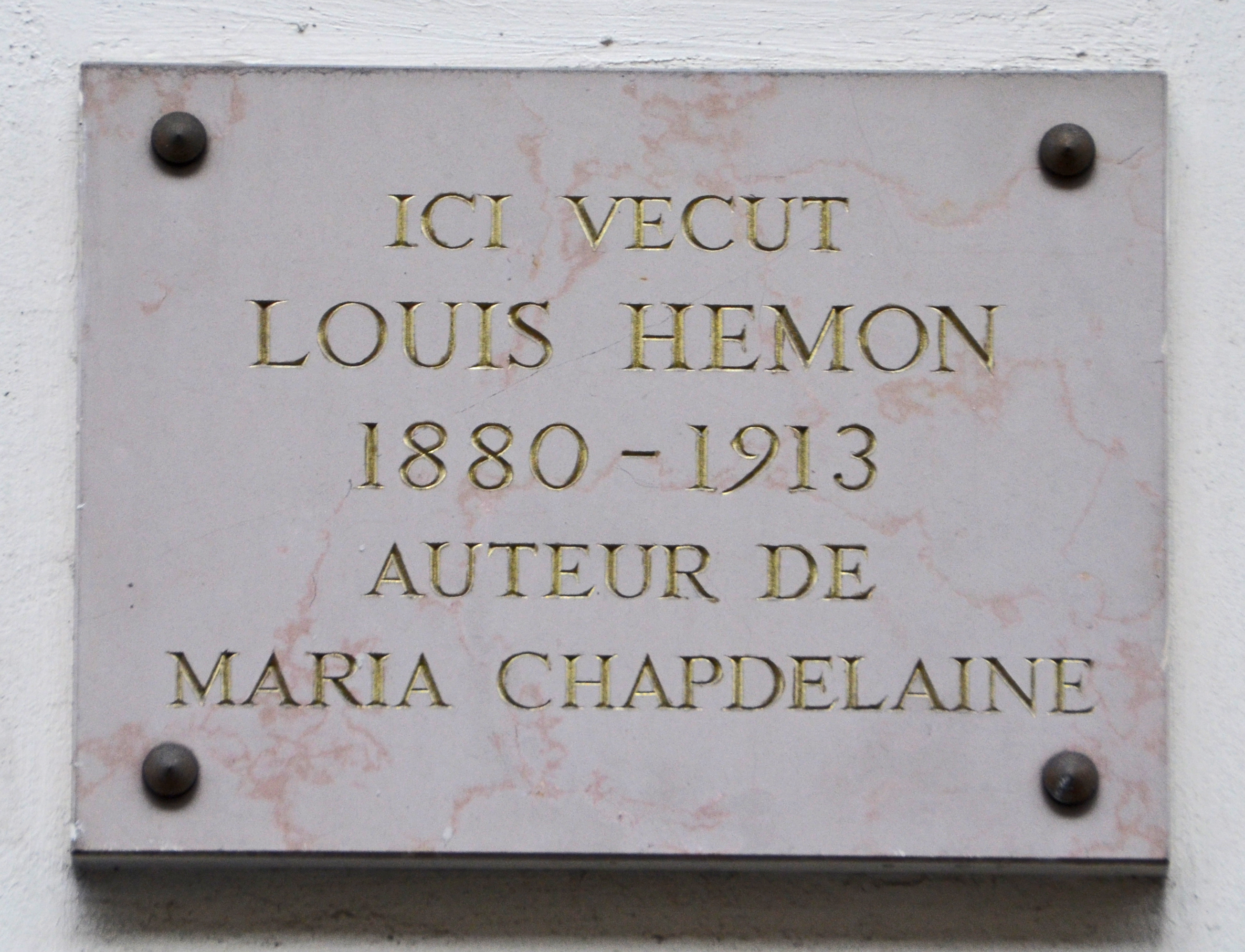
Plaque au no 26.

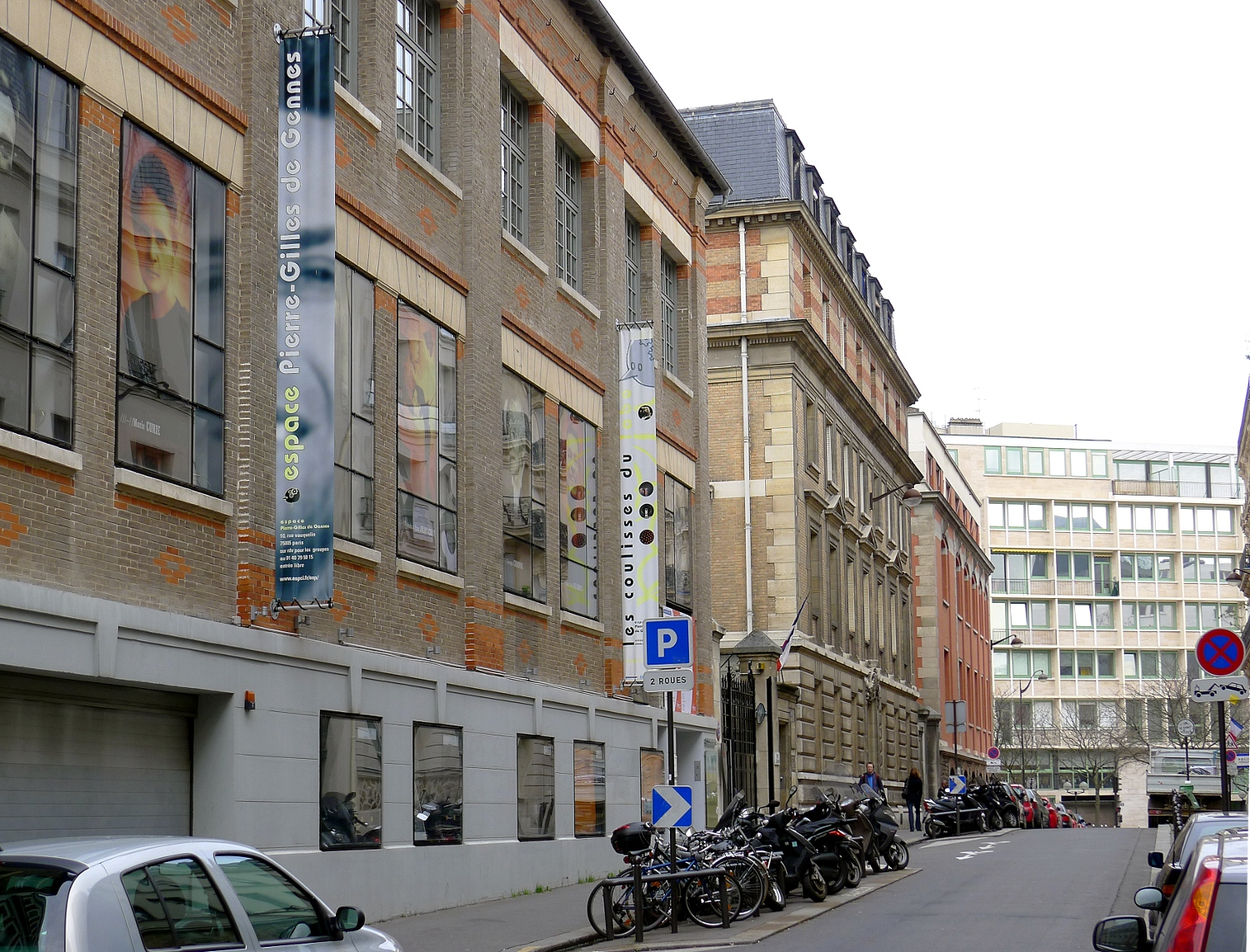
Entrée de l'École supérieure de physique et de chimie industrielles.
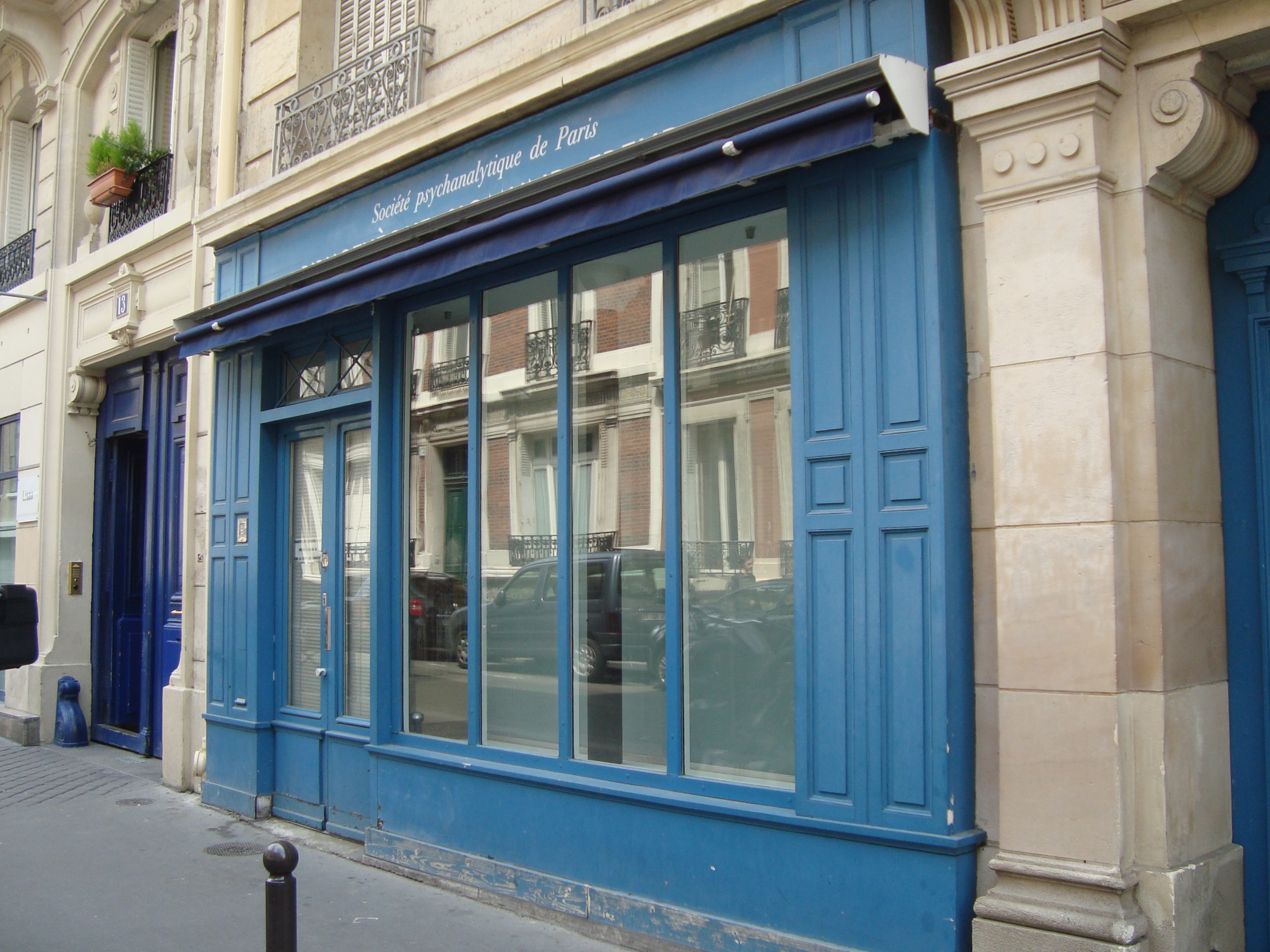
La bibliothèque Sigmund-Freud de la Société psychanalytique de Paris.
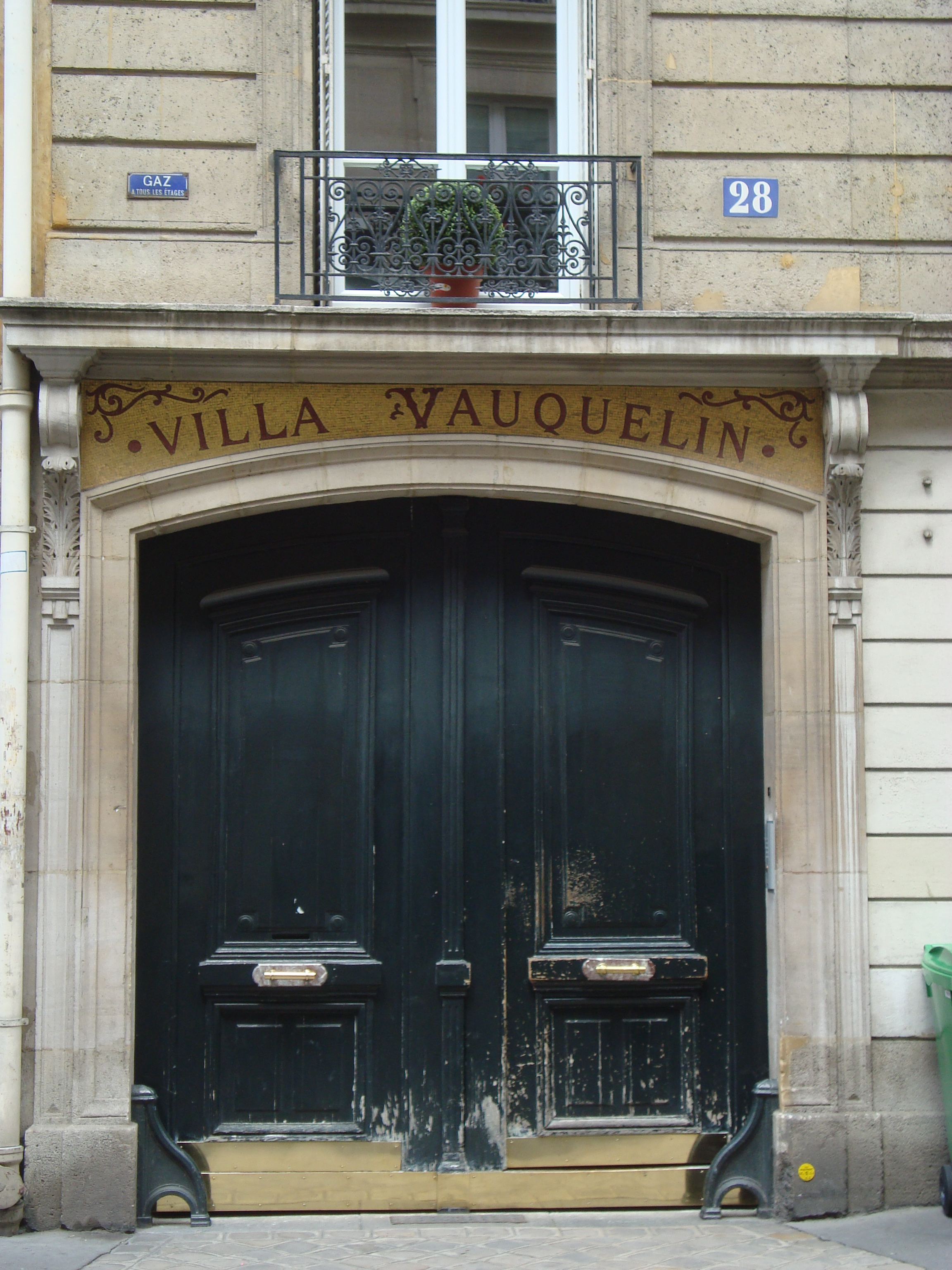
Entrée de la villa Vauquelin.